# Unión Americana de Geofísica
La Unión Americana de Geofísica (American Geophysical Union en inglés) es una organización sin ánimo de lucro de geofísicos que cuenta con más de 62 000 miembros de 144 países. 
Las actividades de la UGA (AGU por el acrónimo de su nombre original) se centran en la organización y la difusión de información científica en el campo de la geofísica.
La ciencia geofísica engloba cuatro áreas fundamentales:
ciencias atmosféricas y oceánicas, solid-Earth sciences, hidrología y ciencia espacial.

## Historia
La UGA fue creada en diciembre de 1919 por el Consejo Nacional de Investigación (National Research Council en inglés) para representar a los Estados Unidos en la Unión Internacional de Geodesia y Geofísica, y su primer presidente fue William Bowie de la United States Coast and Geodetic Survey. Durante más de 50 años, operó como afiliado no incorporado de la Academia Nacional de Ciencias de Estados Unidos (National Academy of Sciences). En 1972 la UGA fue incorporada al Distrito de Columbia y se abrió a miembros científicos y estudiantes de todo el mundo.
- Datos: Q464704
- Multimedia: American Geophysical Union / Q464704